# آی‌سی ۱۹۵
آی‌سی ۱۹۵ یک کهکشان‌ است.